# Кабан (Тарн)
Кабан (фр. Cabannes) насеље је и општина у јужној Француској у региону Миди Пирене, у департману Тарн која припада префектури Алби.
По подацима из 2011. године у општини је живело 360 становника, а густина насељености је износила 58,44 становника/km². Општина се простире на површини од 6,16 km². Налази се на средњој надморској висини од 173 метара (максималној 310 m, а минималној 152 m).

## Демографија
| 1962. | 1968. | 1975. | 1982. | 1990. | 1999. | 2011. |
| ----- | ----- | ----- | ----- | ----- | ----- | ----- |
| 288   | 308   | 275   | 280   | 292   | 320   | 360   |

График промене броја становника у току последњих година